# Марсъянди
Марсъянди (вариант: Марсианди; непальск. मर्स्याङ्दी) — горная река в центральном Непале.

## География
Марсъянди берёт начало в северо-западной части горного массива Аннапурна в районе озера Тиличо, образуясь на высоте около 4500 м из талых вод ледников окрестных гор. У деревни Мананг на высоте 3500 м в Марсъянди впадает река Джарсанг-Кхола (также известна как Торонг-Кхола). Участок реки Марсъянди от истока до слияния с Джарсанг-Кхолой в некоторых публикациях рассматривают как отдельную реку под названием Кхангсар-Кхола.
В верхнем течении Марсъянди движется с запада на восток вдоль северных склонов Аннапурны, образуя живописную долину, закрытую с севера и с юга высокими горами. В долине реки сосредоточено большинство населённых пунктов административного района Мананг— Марсъянди протекает через деревни Мананг, Писанг, Чаме, Дхарапани. Затем река поворачивает на юг и покидает высокогорную часть Непала. Марсъянди впадает в реку Трисули у деревни Муглинг.

## Туризм

### Походы
В верхнем течении Марсъянди по долине реки проходят участки туристических маршрутов «Трек вокруг Аннапурны» и «Трек вокруг Манаслу».

### Рафтинг
Марсъянди известна маршрутами рафтинга (категория трудности 3 — 5), однако со строительством на реке гидроэлектростанций некоторые варианты сплава стали недоступны.

## Галерея

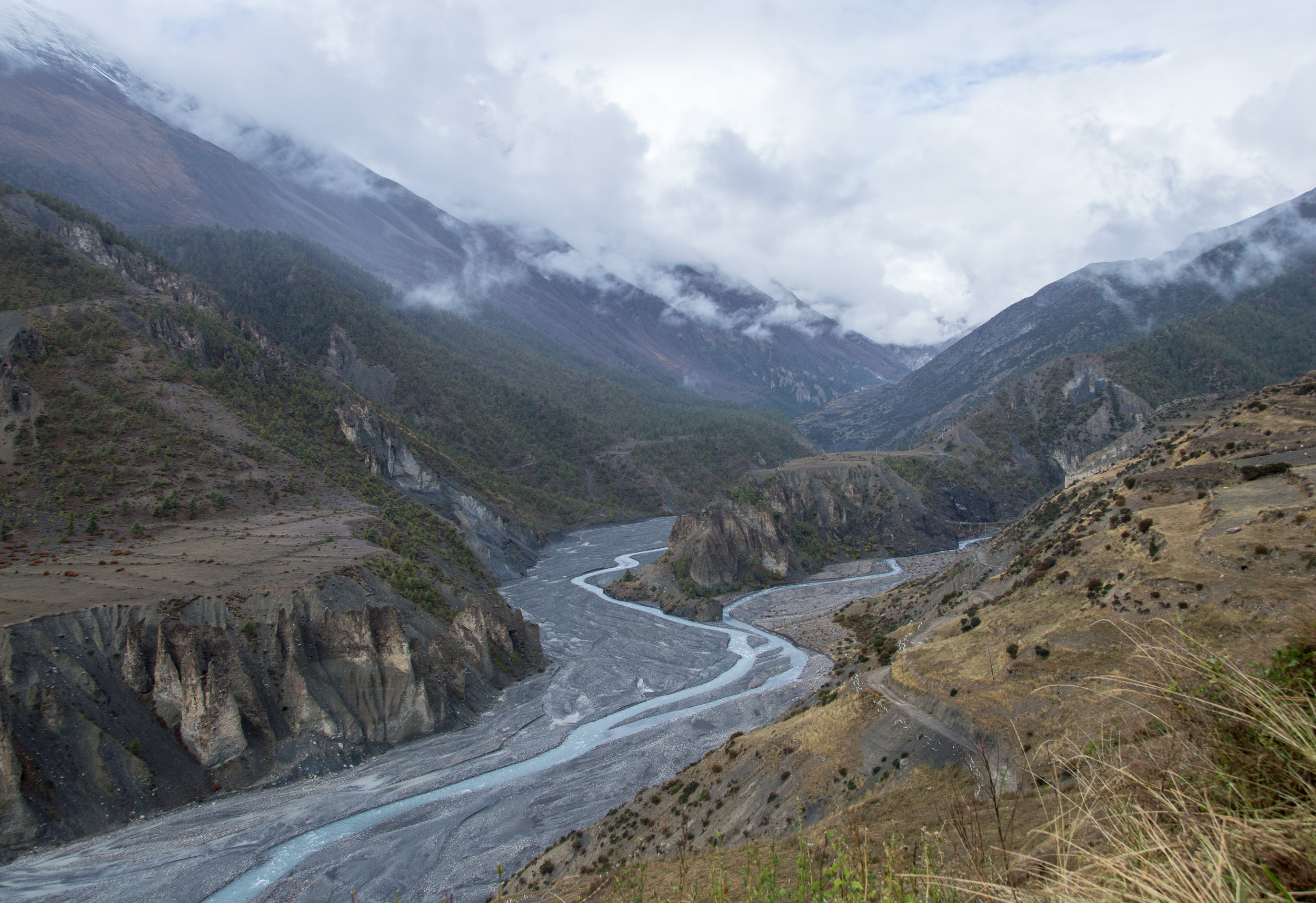
Марсъянди и впадающая в неё Джарсанг-Кхола (на снимке справа)
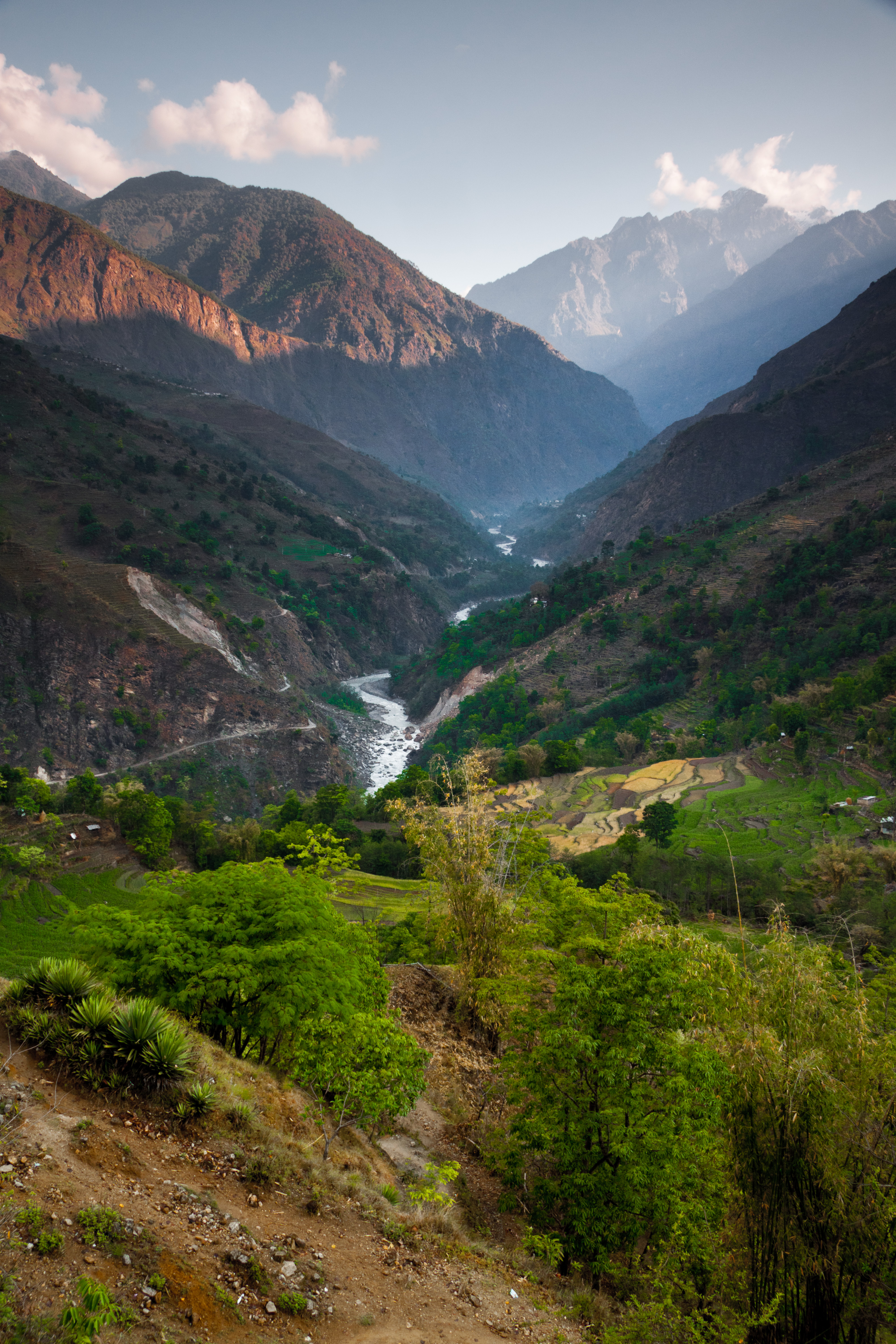
Марсъянди, район Ламджунг
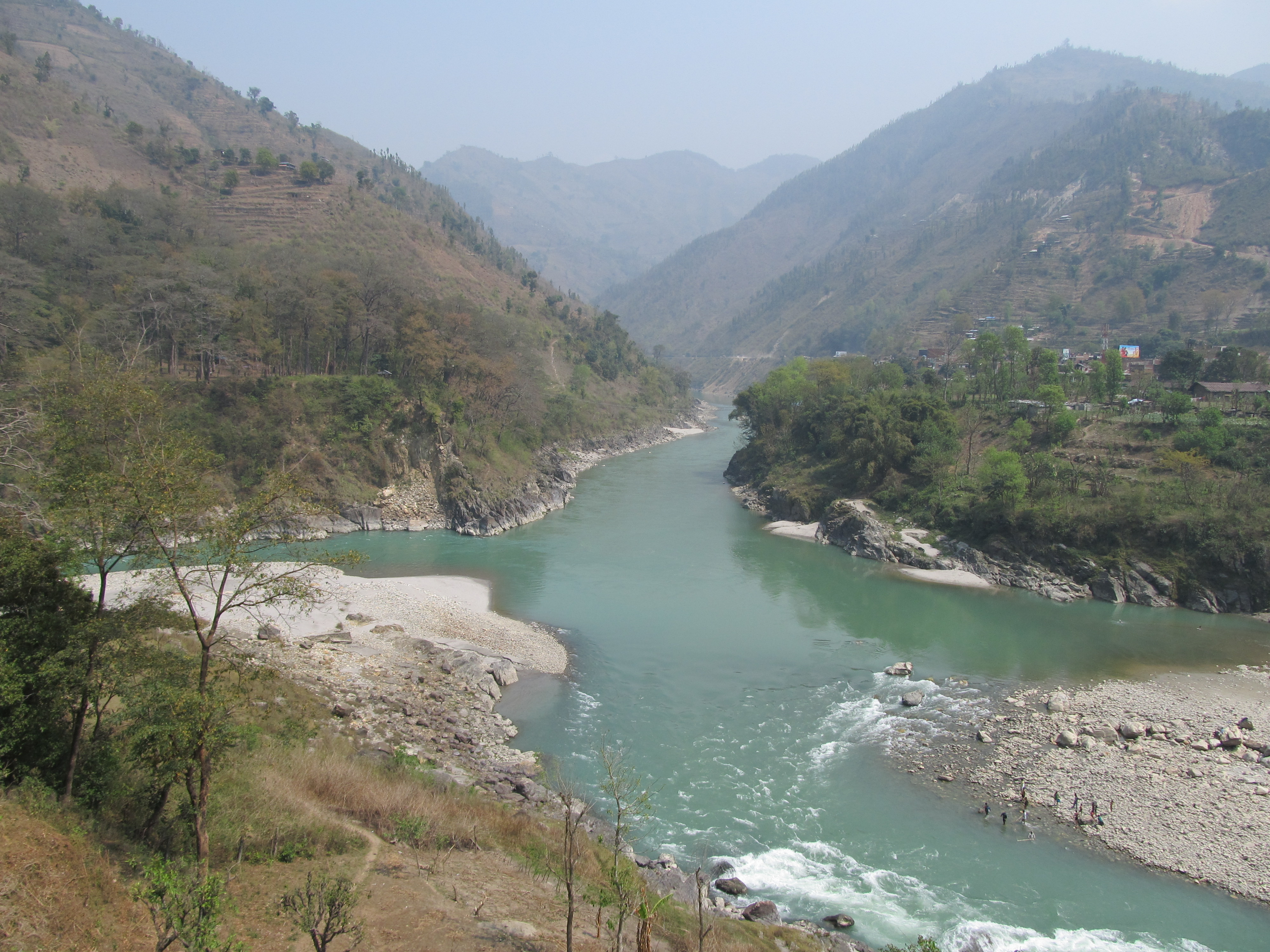
Марсьянди (на снимке слева) впадает в Трисули

## В искусстве
Сюжет песни Олега Митяева «Намастэ» (она же: «Царица Непала-2») — воспоминание о туристическом сплаве по Марсианди:
Мы вдвоём с товарищем не спали.
Мы курили тихо на веранде.
И зачем-то долго и подробно вспоминали
Наш последний сплав по Марсианди...Олег Митяев